# Megalecanium testudinis
Megalecanium testudinis är en insektsart som beskrevs av Hempel 1920. Megalecanium testudinis ingår i släktet Megalecanium och familjen skålsköldlöss. Inga underarter finns listade i Catalogue of Life.